# Gymnelia ottonis
Gymnelia ottonis är en fjärilsart som beskrevs av Rothschild. Gymnelia ottonis ingår i släktet Gymnelia och familjen björnspinnare. Inga underarter finns listade i Catalogue of Life.